# Selección femenina de balonmano de Yugoslavia
La selección femenina de balonmano de Yugoslavia era el equipo nacional de balonmano de Yugoslavia. El equipo ganó el Campeonato Mundial Femenino de Balonmano de 1973. Sus logros en los Juegos Olímpicos incluyeron una medalla de oro en los Juegos Olímpicos de 1984 en Los Ángeles, una medalla de plata en los Juegos Olímpicos de 1980 en Moscú, y 4.º lugar en los Juegos Olímpicos de 1988 en Seúl.

## Participaciones

### Juegos Olímpicos
| Año   | Resultado    | Pos.             | Pld          | W            | D            | L            | GF           | Georgia      | GD           |
| ----- | ------------ | ---------------- | ------------ | ------------ | ------------ | ------------ | ------------ | ------------ | ------------ |
| 1976  | No clasificó | No clasificó     | No clasificó | No clasificó | No clasificó | No clasificó | No clasificó | No clasificó | No clasificó |
| 1980  | Final        | Medalla de plata | 5            | 3            | 1            | 1            | 107          | 67           | +40          |
| 1984  | Campeones    | Medalla de oro   | 5            | 5            | 0            | 0            | 143          | 102          | +41          |
| 1988  | Ronda final  | 4°               | 6            | 3            | 0            | 3            | 110          | 115          | -5           |
| Total | 1 título     | 3/4              | 16           | 11           | 1            | 4            | 360          | 284          | +76          |

### Campeonato Mundial
| Año   | Redondo         | Pos.              | Pld | W  | D | L  | GF  | Georgia | GD   |
| ----- | --------------- | ----------------- | --- | -- | - | -- | --- | ------- | ---- |
| 1957  | Tercer lugar    | Medalla de bronce | 5   | 4  | 0 | 1  | 41  | 32      | +9   |
| 1962  | Cuarto puesto   | 4°                | 5   | 2  | 1 | 2  | 28  | 23      | +5   |
| 1965  | Final           | Medalla de plata  | 4   | 3  | 0 | 1  | 31  | 20      | +11  |
| 1971  | Final           | Medalla de plata  | 5   | 3  | 1 | 1  | 57  | 44      | +13  |
| 1973  | Campeones       | Medalla de oro    | 6   | 5  | 0 | 1  | 73  | 49      | +24  |
| 1975  | Grupo final     | 5°                | 7   | 3  | 1 | 3  | 116 | 75      | +41  |
| 1978  | Grupo final     | 5°                | 7   | 3  | 1 | 3  | 112 | 106     | +6   |
| 1982  | Tercer lugar    | Medalla de bronce | 7   | 5  | 1 | 1  | 160 | 122     | +38  |
| 1986  | Ronda principal | 6°                | 7   | 4  | 1 | 2  | 150 | 132     | +18  |
| 1990  | Final           | Medalla de plata  | 7   | 5  | 0 | 2  | 169 | 144     | +25  |
| Total | 1 título        | 10/10             | 60  | 37 | 6 | 17 | 937 | 747     | +190 |